# Athanasios Diakos

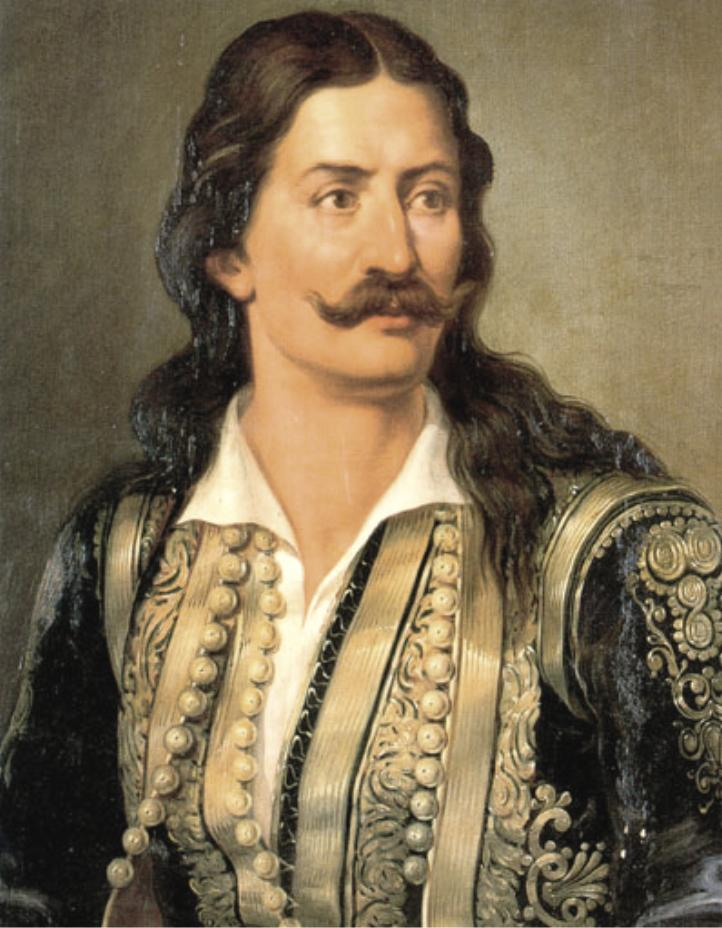
Porträt des Athanasios Diakos, von Dionysios Tsokos

Athanasios Nikolaos Massavetas (griechisch Αθανάσιος Νικόλαος Μασσαβέτας; auch bekannt als Grammatikos (Γραμματικός) oder Athanasios Diakos (Αθανάσιος Διάκος), * 1788 in Phokis; † 24. April 1821) war ein  griechischer Freiheitskämpfer, Militär und Nationalheld während der Griechischen Revolution.
Athanasios war Mitglied der Philiki Etaireia (Gesellschaft der Freunde).
Beim Beginn der griechischen Revolution Anfang 1821 kämpfte er mit einer Armee von 1500 Mann Stärke, in der Schlacht von Alamana bei den Thermopylen gegen die 8000 Mann starken Osmanen. Dabei fiel er nach Niederlage der Schlacht in die Gefangenschaft der Osmanen, die ihn hinrichten ließen.
Sein Tod wurde in Volksliedern gefeiert und auch dramatisch bearbeitet.

## Frühes Leben
Athanasios Nikolaos wurde in Phokis geboren, im Dorf Ano Mousounitsa, oder laut anderen Quellen in der nahegelegenen Artotina. Der Nachname seiner Familie war ursprünglich entweder „Grammatikos“ oder „Massavetas“. Er war der Enkel eines örtlichen Gesetzlosen oder Klephten, dennoch fühlte er sich schon früh zur Religion hingezogen. Sein Vater wurde verhaftet, als er Klephten mit Vorräten versorgte, und er wurde zusammen mit einem seiner anderen Söhne gehängt. Seine Mutter brachte Diakos, als er zwölf Jahre alt war, in ein Kloster, wo er aufgrund der besonderen Bedingungen, die zwischen den Klöstern und den Osmanen galten, viel sicherer aufgehoben war. Er lebte im Kloster des Heiligen Johannes des Täufers (griechisch: Αγίου Ιωάννου Προδρόμου), in der Nähe von Artotina. Im Alter von siebzehn Jahren wurde er Mönch und aufgrund seiner Hingabe zu seinem Glauben und seines guten Temperaments kurz darauf zum griechisch-orthodoxen Diakon ordiniert.
Als Diakon war er gezwungen zu fliehen; der konkrete Grund dafür ist unklar, es gibt drei unterschiedliche Versionen über den Vorfall. Eine Version besagt, dass er während einer Hochzeit dem örtlichen Brauch folgte, in die Luft zu schießen; dabei wurde jedoch einer der Gäste getötet und er wurde dafür verantwortlich gemacht. Eine andere Version besagt, dass er während dieser Hochzeit gezwungen wurde, einen Türken zu töten, weil dieser sich beleidigt fühlte, als er bei einem Schießwettbewerb besiegt wurde. Der Volksüberlieferung nach besuchte während seiner Zeit im Kloster ein osmanischer Pascha mit seinen Truppen das Kloster und war von Athanasios' gutem Aussehen beeindruckt. Der junge Athanasios nahm Anstoß an den Bemerkungen des Türken (und dem anschließenden Heiratsantrag) sowie der daraus resultierenden Auseinandersetzung, die zum Tod des türkischen Beamten führte. Athanasios wurde gezwungen, in die nahegelegenen Berge zu fliehen und ein Klepht zu werden. Kurz darauf nahm er das Pseudonym „Diakos“, oder „Diakon“, an.

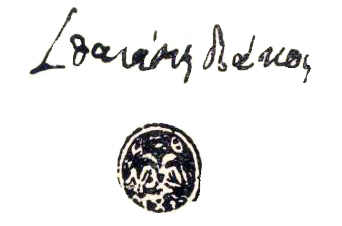
Diakos´ Signatur und Siegel

Diakos diente unter mehreren lokalen Klephtenführern in der Region Roumeli und zeichnete sich in verschiedenen Auseinandersetzungen mit den Osmanen aus. Er diente zeitweise auch als Söldner in der Armee von Ali Pascha von Janina in Epirus, wo er Odysseas Androutsos, einem anderen Klephten, kennenlernte. Als Androutsos Kapitän einer Einheit von Armatolen in Livadeia wurde, diente Diakos eine Zeit lang als sein Protopallikaro (wörtlich „erster Krieger“ oder Leutnant). In den Jahren vor dem Griechischen Unabhängigkeitskrieg hatte Diakos seine eigene Bande von Klephten gebildet und war, wie viele andere Klephten- und Armatolenkapitäne, Mitglied der Filiki Eteria geworden.

Flagge von Diakos während der Revolution. Sie zeigt die Figur des Heiligen Georg, der den Drachen erschlägt, mit dem Motto „Freiheit oder Tod“ (griechisch: Ελευθερία ή θάνατος, Eleftheria i thanatos)

## Nach Ausbruch der Revolution
Kurz nach Ausbruch der Revolution führten Diakos und ein örtlicher Banditenführer und Freund, Vasilis Bousgos, eine Gruppe von Kämpfern an, um die Stadt Livadeia einzunehmen. Am 1. April 1821, nach drei Tagen erbitterter Nahkämpfe und der Verbrennung von Mir Aghas Residenz, einschließlich des Harems, befreiten die Griechen die Stadt. Hurschid Pascha schickte zwei seiner kompetentesten Kommandanten aus Thessalien, Omer Vrioni und Köse Mehmed, an der Spitze von 8.000 Mann mit dem Auftrag, den Aufstand in Roumeli niederzuschlagen und dann in die Peloponnes zu ziehen und die Belagerung von Tripolitsa aufzuheben.

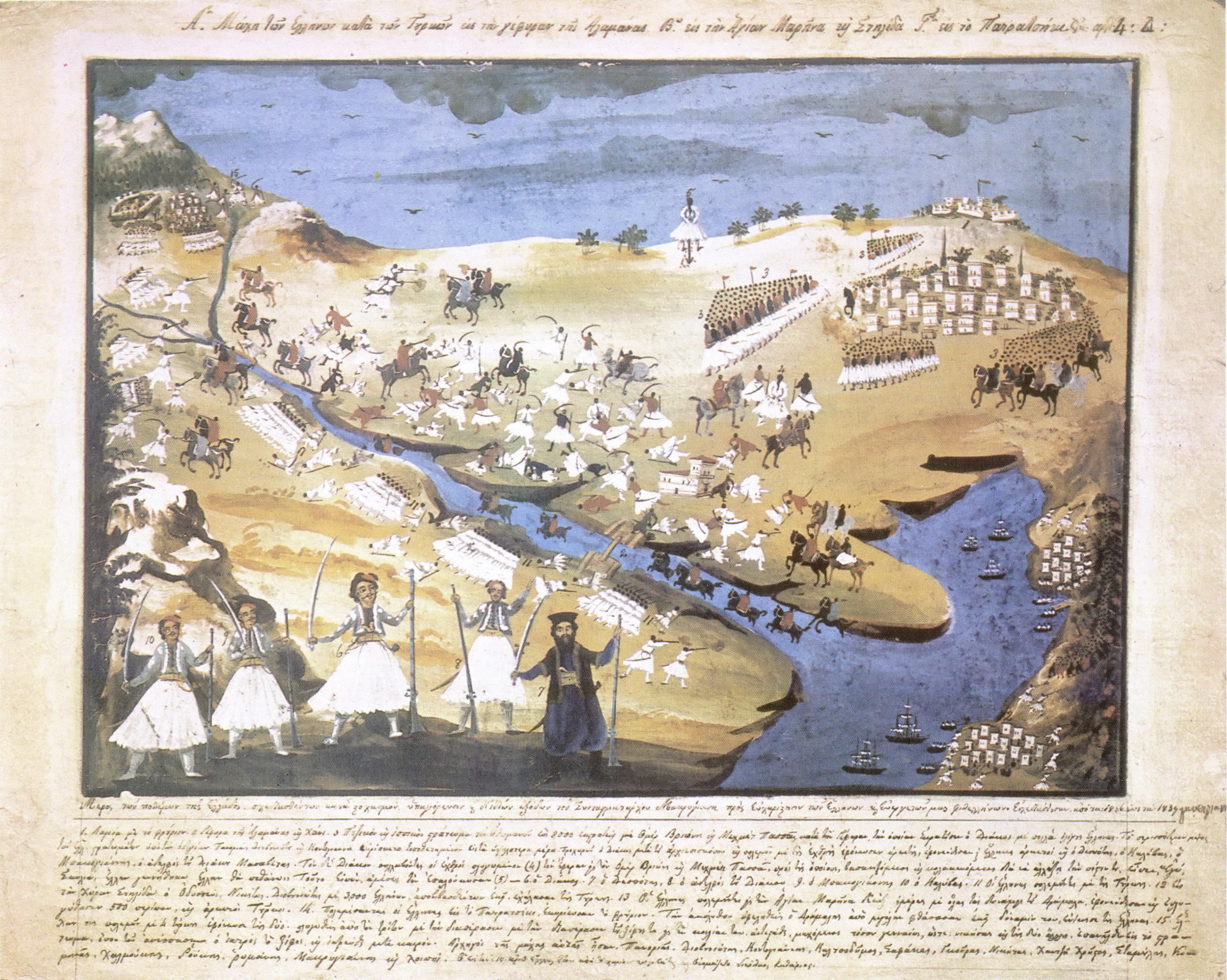
Schlacht von Alamana – Panagiotis Zografos

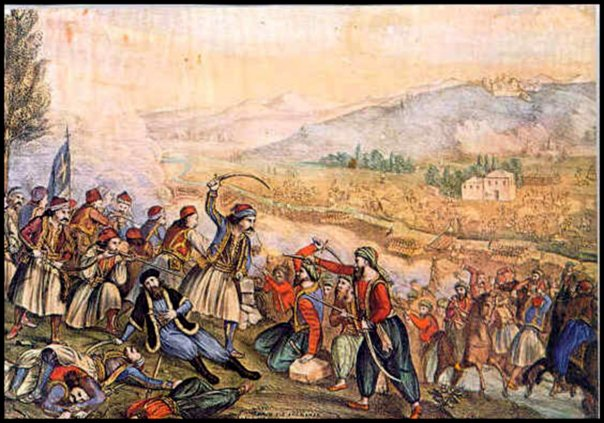
Schlacht von Alamana – Alexandros Isaias

Diakos und seine Bande, verstärkt durch die Kämpfer von Dimitrios Panourgias und Giannis Diovouniotis, beschlossen, den osmanischen Vormarsch nach Roumeli zu stoppen, indem sie in der Nähe von den Thermopylen defensive Stellungen einnahmen. Die griechische Streitmacht von 1.500 Mann wurde in drei Abschnitte aufgeteilt. Diovouniotis sollte die Brücke bei Gorgopotamos verteidigen, Panourgias die Höhen von Halkomata und Diakos die Brücke bei Alamana.

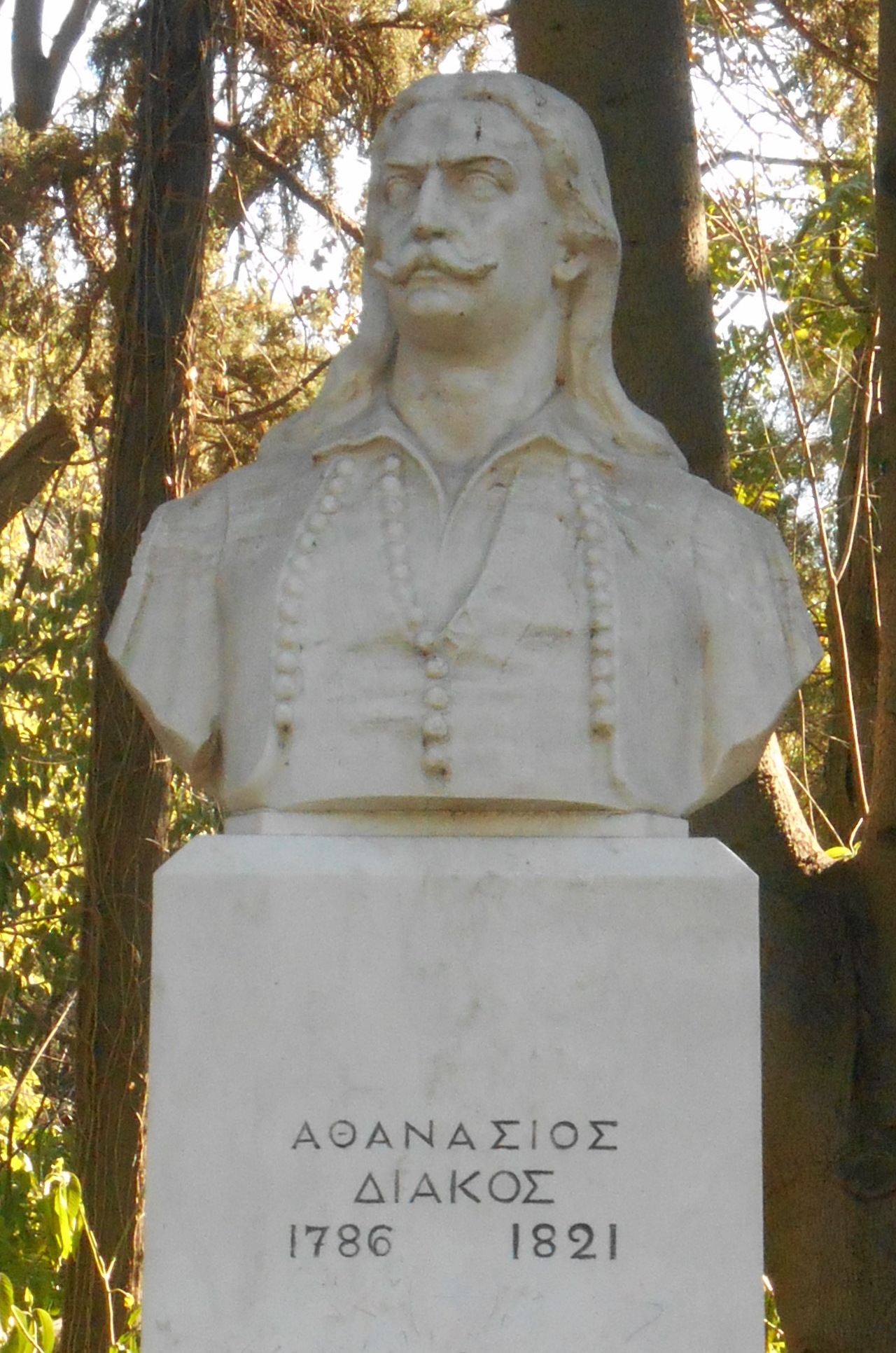
Büste von Athanasios Diakos (1786–1821) in Athen

Von ihrem Lager in Lianokladi, nahe Lamia, aus, teilten die osmanischen Türken bald ihre Streitmacht auf. Die Hauptstreitmacht griff Diakos an. Die anderen griffen Diovouniotis an, dessen Truppe schnell aufgerieben wurde, und dann Panourgias, dessen Männer zurückwichen, als er verwundet wurde. Da die Mehrheit der griechischen Streitmacht geflohen war, konzentrierten die Osmanen ihren Angriff auf Diakos' Stellung an der Brücke von Alamana. Als er sah, dass es nur eine Frage der Zeit war, bis sie von Feinden überrannt würden, flehte Bousgos, der zusammen mit Diakos gekämpft hatte, ihn an, sich in Sicherheit zu bringen. Diakos entschied sich zu bleiben und mit 48 Männern zu kämpfen; sie lieferten sich stundenlang einen verzweifelten Nahkampf, bevor sie überwältigt wurden. Außerdem zerbrach das Schwert von Diakos während des Kampfes.
Der schwer verwundete Diakos wurde vor Vrioni gebracht, der ihm anbot, ihn zum Offizier in der osmanischen Armee zu machen, wenn er vom Christentum zum Islam konvertierte. Diakos lehnte das Angebot ab und antwortete: „Ich wurde als Grieche geboren, ich werde als Grieche sterben“ („Εγώ Γραικός γεννήθηκα, Γραικός θα πεθάνω“ transliteriert als: Ego Grekos gennithika, Grekos the na pethano). Am nächsten Tag wurde er gepfählt. Der Überlieferung nach sagte er, als er weggeführt wurde, um hingerichtet zu werden:
„Was für ein Moment, den der Tod für mich ausgesucht hat, um zu sterben. Überall sprießt Frühlingsgras und die Zweige blühen. Sieh nur, zu welcher Zeit Charon beschlossen hat, mich zu nehmen, jetzt, wo die Zweige blühen und die Erde Gras sprießt.“ Dies war eine Metapher für die Unabhängigkeit und Freiheit Griechenlands.

## Wirken und Ehrung
Sein Tod wurde zu einer Metapher für die Unabhängigkeit und Freiheit Griechenlands. Die brutale Art seines Todes erschreckte zunächst die Bevölkerung von Roumeli, aber sein letzter Kampf in der Nähe von den Thermopylen, der an die heroische Verteidigung des spartanischen Königs Leonidas erinnerte, machte ihn zu einem Märtyrer für die Griechische Sache. Heute steht ein Denkmal an der Brücke nahe Alamana, dem Ort seiner letzten Schlacht. Sein angeblicher Geburtsort, das Dorf Ano Mousounitsa, wurde später zu Ehren von Athanasios Diakos umbenannt. Die griechische Armee ehrte ihn mit dem Rang eines Generals. Außerdem tragen Straßen und Statuen in vielen Teilen Griechenlands sowie in fast allen größeren Städten seinen Namen.